# Amadou Kane Sy
Pour les articles homonymes, voir Kane et Sy.
Amadou Kane Sy (alias Kan-Si), né le 12 avril 1961 à Kaolack, est un artiste plasticien sénégalais, peintre, sculpteur, installateur, photographe et vidéaste, qui vit et travaille à Dakar.